# Lophochernes luzonicus
Lophochernes luzonicus är en spindeldjursart som beskrevs av Beier 1937. Lophochernes luzonicus ingår i släktet Lophochernes och familjen tvåögonklokrypare. Inga underarter finns listade i Catalogue of Life.